# 済寧曲阜空港
済寧曲阜空港（さいねいきょくふくうこう、中国語: 济宁曲阜机场、英語: Jining Qufu Airport）は中華人民共和国山東省済寧市嘉祥県紙坊鎮に位置する空港。市中心部より約28km。ボーイング737、エアバスA320以下の小型飛行機しか就航できない。
2023年12月28日、済寧大安空港の開業に伴い、軍用飛行場となった。

## 就航航空会社
- 中国東方航空（上海、北京、昆明）
- 上海航空（上海）
- 成都航空（成都、瀋陽）
- 中国南方航空（広州）
- 山東航空（青島、厦門）
- 華夏航空（重慶、武漢）

## 交通
- バス：済寧市民体育館より出発便に合わせて発車。